# Nicholsicypris normalis
Nicholsicypris normalis és una espècie de peix cipriniforme de la família dels ciprínids.

## Morfologia
- Els mascles poden assolir 10 cm de longitud total.[5][6]

## Hàbitat
És un peix bentopelàgic i de clima subtropical.

## Distribució geogràfica
Es troba a Àsia: la Xina.